# Michael Iber

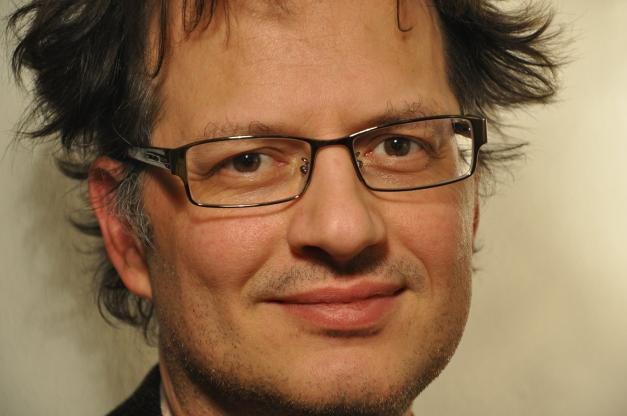
Michael Iber (2017)

Michael Iber (* 29. Januar 1965 in Mannheim, Deutschland) ist ein deutscher Musiker, Rundfunkautor, Wissenschaftler und Hochschullehrer.

## Leben
Michael Iber ist Musiker, Wissenschaftler und Autor, Regisseur, Produzent von Rundfunkfeatures und Hörspielen. Nach seinem Klavierstudium an der Londoner Royal Academy of Music verfolgte er zunächst eine Konzertkarriere im Bereich der klassischen und zeitgenössischen Musik. Seit der Jahrtausendwende bewegt er sich mit eigenen Projekten verstärkt an der Schnittstelle zwischen Musik, Klang- und Medienkunst. Im Rahmen seiner Promotion an der Bremer Jacobs University forschte er bis 2013 über die Datensonifikation von Produktionsprozessen. Seit 2014 ist er Dozent für Audiodesign und Researcher am Institut für Creative Media Technologies IC\M/T an der Fachhochschule St. Pölten.

## Künstlerische Projekte (Auswahl)
- 2001: INTEGER (INTErnet GEnerated Radio) konzertante Installation, in der eine Live-Radiosendung über Internet manipuliert wird. Experimentalstudio des Südwestrundfunks, SWR2
- 2003: Psychogeographie IV Musik im Kopf (mit Christian von Borries) für Klavier, Sänger, Violine, Orchester und Live-Elektronik.
- 2004: Zugzwang – zweckfreie Übungen im Wiederholungsraum, für eine Tänzerin (Canan Erek) und intelligentes Computersystem. Auftragswerk der 6-Tage-Oper Düsseldorf im Tanzhaus NRW.
- 2008: Z Phrase 24-kanalige Klanginstallation in Zusammenarbeit mit Angela Bulloch für ihre Ausstellung „The Space That Time Forgot“ vom 15.02.-18.05. im Kunstbau des Lenbachhauses in München
- 2008: Z Phrase 12 audiovisuelle Klang-Installation (mit Angela Bulloch), X-Wohnungen, Berliner Hebbel-am-Ufer-Theaters (HAU)
- 2008: soundalike::music collection 8-kanalige Klanginstallation, Ausstellung Anna Kournikova Deleted by Memeright Trusted System – Kunst im Zeitalter des Geistigen Eigentums, Hartware MedienKunstVerein, Dortmund vom 19. Juli – 19. Oktober
- 2011: soundalike: music collection II, 1. für Ensemble (Ensemble Modern), 2. als Klanginstallation für 5.1 Klangwand und 3. als Radiohörstück (soundalike on air. Hessischer Rundfunk), Auftragswerk der Frankfurter Positionen 2011
- 2012: soundalike: sbd für 2 Violinen, Viola und Kontrabass. Projekt des Coburger Landestheaters für die Coburger Designtage, Mitglieder des Philharmonischen Orchesters des Landestheaters Coburg, Einstudierung: Roland Kluttig, Inszenierung: Geraldine Helene Schramm

## Radiofeatures und Hörspiele (Auswahl)
- Neue Musik ist niemals von Anfang an schön 1 & 2 (HR 2008)
- Virtual Machines (WDR 2008)
- Lasset und singen, tanzen und springen – Neue Musik im Volkston (HR 2009)
- Musik um sich die Ohren zu stopfen (BR 2009)
- Gravesano – Ein Synonym für elektroakustische Raumforschung (HR 2009)
- Auf die Geste kommt es an (SWR 2010)
- It’s all about Cage: die Pianisten-Komponisten David Tudor, Mario Bertoncini, Hans Otte (SWR 2010)
- David oder Goliath (HR 2010)
- Als hätten strahlenverseuchte Überlebende zu singen versucht (BR 2010)
- soundalike on air (HR 2011)
- Traum vom Raum (SWR 2011)
- Blackout (BR 2011)
- Vom Vinyl zum Download: Das Wergo-Label wird 50 (HR 2012)
- John Cages Radio Cages (HR 2012)
- 100 Jahre und die Einsamkeit: Der Komponist Conlon Nancarrow (SWR 2012)
- Eimert, Stockhausen, Zimmermann: Der Ohrenzeuge Helmut Kirchmeyer (3-teiliges Porträt, HR 2013)
- Horchposten (HR 2014)
- Auf Spurensuche: Kriminologische Methodik in der Musikgeschichte (SWR 2015)
- Das Orchester spricht (SWR 2015)
- Mit Seidenhandschuhen (SWR 2015)

## Wissenschaftliche Veröffentlichungen (Auswahl)
- Iber, M. (2020). Auditory Display in Workspace Environments. In M. Filimowicz (Ed.), Foundations in Sound Design for Embedded Media: A Multidisciplinary Approach (pp. 131–154). Routledge
- Iber, M., Lechner, P., Jandl, C., Mader, M., & Reichmann, M. (2020). Auditory augmented process monitoring for cyber physical production systems. Personal and Ubiquitous Computing. doi:10.1007/s00779-020-01394-3
- B. Horsak, R. Dlapka, M. Iber, A.-M. Gorgas, A. Kiselka, C. Gradl, T. Siragy, J. Doppler: SONIGait: A Wireless Instrumented Insole Device for Real-Time Sonification of Gait. In: Journal on Multimodal User Interfaces. 2016, doi:10.1007/s12193-016-0216-9.
- T. Felberbauer, T. Moser, M. Iber, F. Fidler: DataViSon: Ein Schritt hin zu einer dezentralen Produktionssteuerung. In: Industrie 4.0 Management. 32. Jahrgang, Nr. 6, Berlin 2016, ISSN 2364-9208.
- M. Iber: Auditory Logistic Analysis. Jacobs University Bremen. 2014, https://opus.jacobs-university.de/frontdoor/index/index/docId/389
- M. Iber, K. Windt: Order Related Acoustic Characterization of Production Data. In: Logistics Research. Vol. 5, 2012, doi:10.1007/s12159-012-0084-y.
- M. Iber, J. Klein, K. Windt: Grooving Factory. Logistische Analyse aus dem Klanglabor. In: A. Vollmar, A. Schoon,. (Hrsg.): Das geschulte Ohr: Eine Kulturgeschichte der Sonifikation. Transcipt-Verlag, Bielefeld 2012, S. 147–162.
- M. Iber: Daten Hören Lernen – Mit dem Auditory Display im Datenmeer. In: Neue Zeitschrift für Musik. Heft 5, Mainz 2012.
- K. Windt, M. Iber, J. Klein: Bottleneck Control In: Production Logistics Through Auditory Display – Revealing Work Content Overloads. The 16th Annual Conference On Auditory Display (ICAD 2010), Washington D.C., USA, 9 – 15 June 2010. S. 115–120.
- M. Iber: Wechselrahmen – Rahmenwechsel. Vom Lautsprecher zur Wellenfeldsynthese. In: Positionen, Beiträge zur Neuen Musik. Vol. 78, Februar 2009, Berlin, S. 27–29.
- M. Iber: soundalike. In: Positionen, Beiträge zur Neuen Musik. Vol. 72, Berlin August 2007, S. 18–19.
- M. Iber: soundalike – sounds like sounds we like. In: Neue Zeitschrift für Musik. Heft 6, Mainz 2006